# 動物駅長

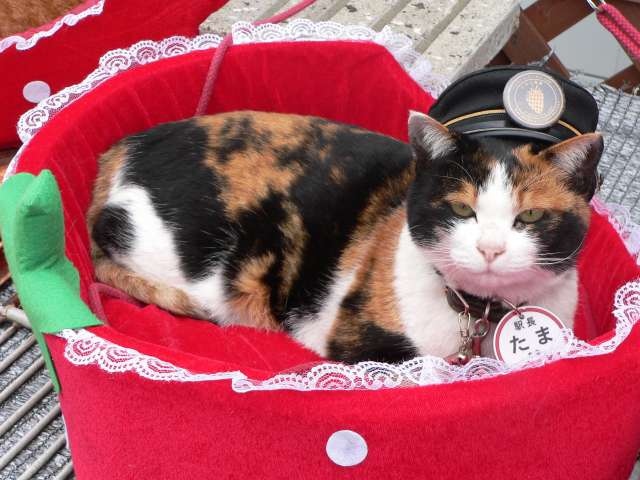
動物駅長の代表的なものとして知られる、和歌山電鐵貴志川線貴志駅の猫駅長たま

動物駅長（どうぶつえきちょう）とは、鉄道会社などの公共交通機関における「駅」において、駅舎に住み着いた動物や、近隣住民、駅員のペット、近隣の動物園・水族館の展示動物などを、列車の見送り、出迎え、また、イベントや、集客および公共交通機関の利用促進のために任命する際の名誉称号、役職の一つ。

## 概要

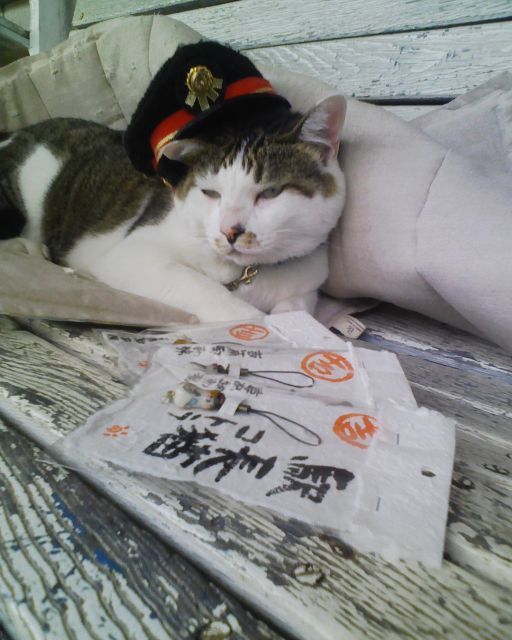
動物駅長の元祖としてあげられる、旧同和鉱業片上鉄道吉ヶ原駅の駅長猫コトラ

動物駅長の代表的なものとして、和歌山電鐵貴志川線貴志駅の猫駅長たまが知られている。たま駅長に会う事を目当てに、貴志川線に乗車してやってくる観光客も増加し、関連グッズの売り上げ、運賃収入などで駅長就任から一年間での経済効果は約11億円と試算されるなど、大いに人気者となった。
動物駅長の元祖としては、たま駅長が就任した2007年1月5日よりも前の2002年6月から務めている、旧同和鉱業片上鉄道線吉ヶ原駅の駅長猫コトラがあげられる。
観光資源に乏しく、利用者数も少ない盲腸線、ローカル線の名物として期待を集め、海外からも観光客を呼び寄せる手段として挙げられるが、一日駅長として任命するのではなく、長期間にわたって駅長を動物が務める場合、交通事故や脱走、寿命、病気などの不慮の要因で死亡する場合もあり、動物駅長頼みの観光振興はリスクを伴う場合がある。そのため、「2代目」を育成するなど、長期にわたって続けられる仕組みを採用するケースも現れている。
動物駅長が各地でブームになっていることについて、早稲田大学社会科学総合学術院の野口智雄教授は「駅長は人間が就く、位の高いポスト。それを人間ではなく、偉さとは逆の愛らしい動物を任命することで意外性を高め、関心を引き付けている」と述べている。
また、北海道鉄道資源研究会の代表、永山茂は、「昔は野良猫が住み着くような駅舎もあり、皆でかわいがっていた。そんなノスタルジーが感じられ、ファンを引きつける」のではないかと語っている。

## 動物駅長の任命例
動物駅長の中には、実際に鉄道会社や自治体により任命されたわけではなく、報道において「駅長」と紹介される場合もあるが、この項では掲載する。

### 日本

#### 北海道
新十津川駅 (札沼線)
- ララ (犬) - 2017年4月から新十津川駅が廃止となる2020年4月まで到着列車の出迎えを行った。

追分駅 (室蘭本線・石勝線)
- ちょぼこ (猫) - 2018年2月ごろから、糖尿病の改善のためにダイエットとして散歩を始める。駅から1キロ離れたところではあるが、駅長帽子をかぶり散歩コースの横を通過する特急列車に手を振ることを日課としている[5]。

ニセコ駅 (函館本線)
- ハーディ (犬) - 2018年から駅舎内の喫茶店で飼育されている。JR北海道から駅長帽も贈呈されている[6]。毎年秋に運転される特急「ニセコ号」の見送りなども行う。

#### 東北地方
鰺ケ沢駅 (五能線)

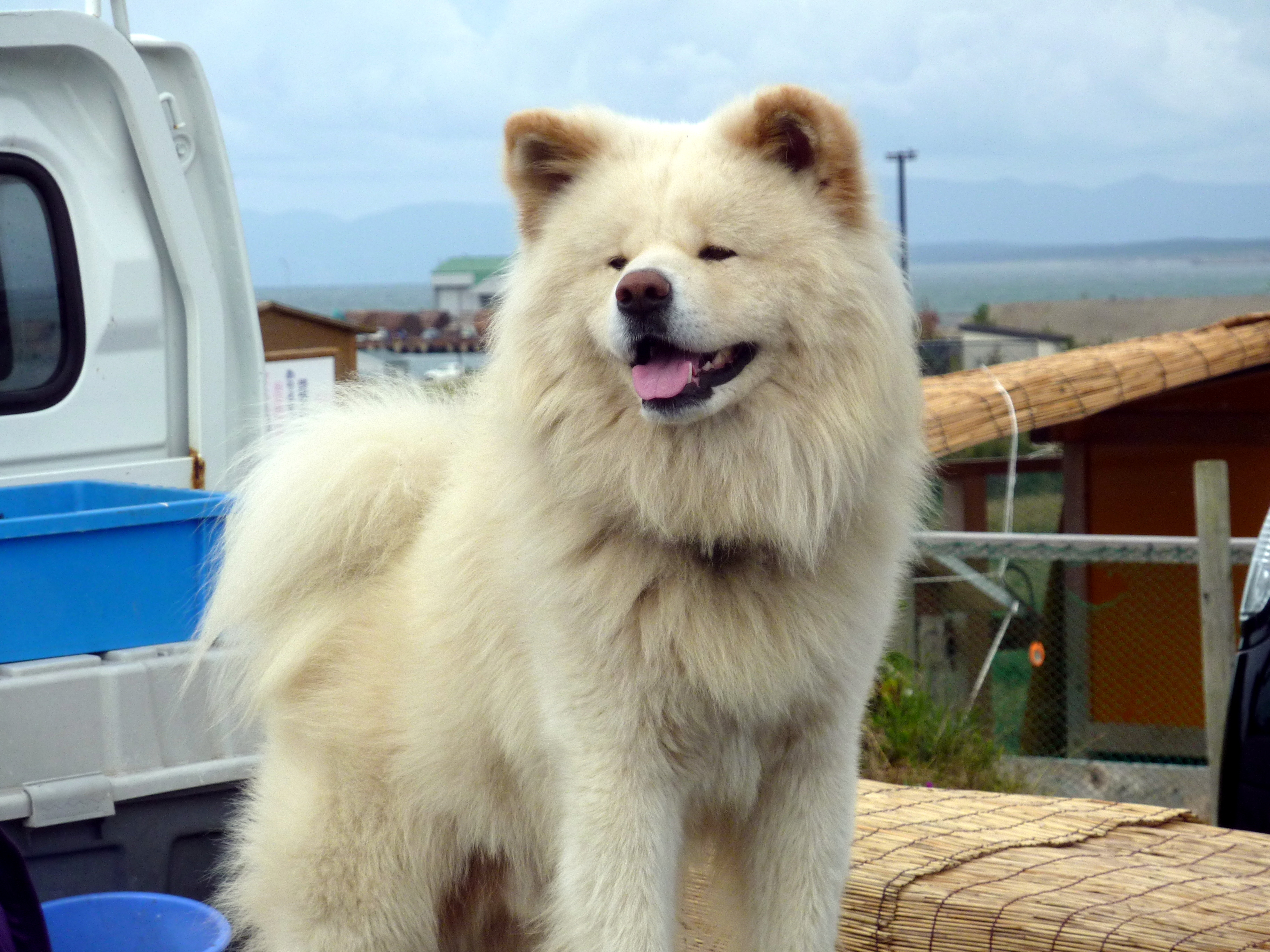
わさお

- わさお (犬) - JR東日本より、2011年4月から2020年まで「観光駅長」に任命された。
- つばき (犬) - わさおの妻。わさおと共に「観光副駅長」に任命された。
- ちょめ (犬) - わさおと共に「営業主任」に任命された。

大館駅 (奥羽本線)
- あこ/飛鳥 (犬) - 2017年、観光駅長(初代)に就任。
- おもち/勝大 (犬) - 2018年から観光駅長(2代目)に就任。
- 誉 (犬) - 2021年7月、観光駅長(3代目)に就任[7]。

奥中山高原駅 (いわて銀河鉄道線)
- マロン (犬) - 当駅の委託駅員のペットだった。2008年6月から2009年まで「名誉駅長」として活躍した。
- マック (犬) - 2013年12月、「マロン」の飼い主であった当駅の委託駅員がマロンとよく似た犬を見つけ、「駅長見習い」として活動。2017年6月、交通事故により死亡。
- マオ (犬) - 三代目。報道では「看板犬」とされている[8]。

羽前小松駅 (米坂線)
- しょこら (猫)  - 迷い猫だったしょこらは2019年10月から駅長を務めている[8]

宮内駅 (山形鉄道フラワー長井線)
- もっちぃ (ウサギ) - 宮内駅の近隣に、三羽のウサギ伝説がある熊野神社が座することや、同線の白兎駅にちなんで、2010年8月駅長となった[9][8][10]。2021年12月12日から、世話をしていた職員の産休によりもっちぃも休業となった[11]。長期休業から戻らぬまま2023年6月20日、13歳で死亡[12]。
- ぴーたー (ウサギ) - もっちぃの兄弟。同時に駅員となる。2017年4月死亡。
- てん (ウサギ) - もっちぃの兄弟。同時に駅員となる。2016年12月死亡。
- かめ吉 (カメ) - 非常勤の「助役」。

芦ノ牧温泉駅 (会津鉄道会津線)

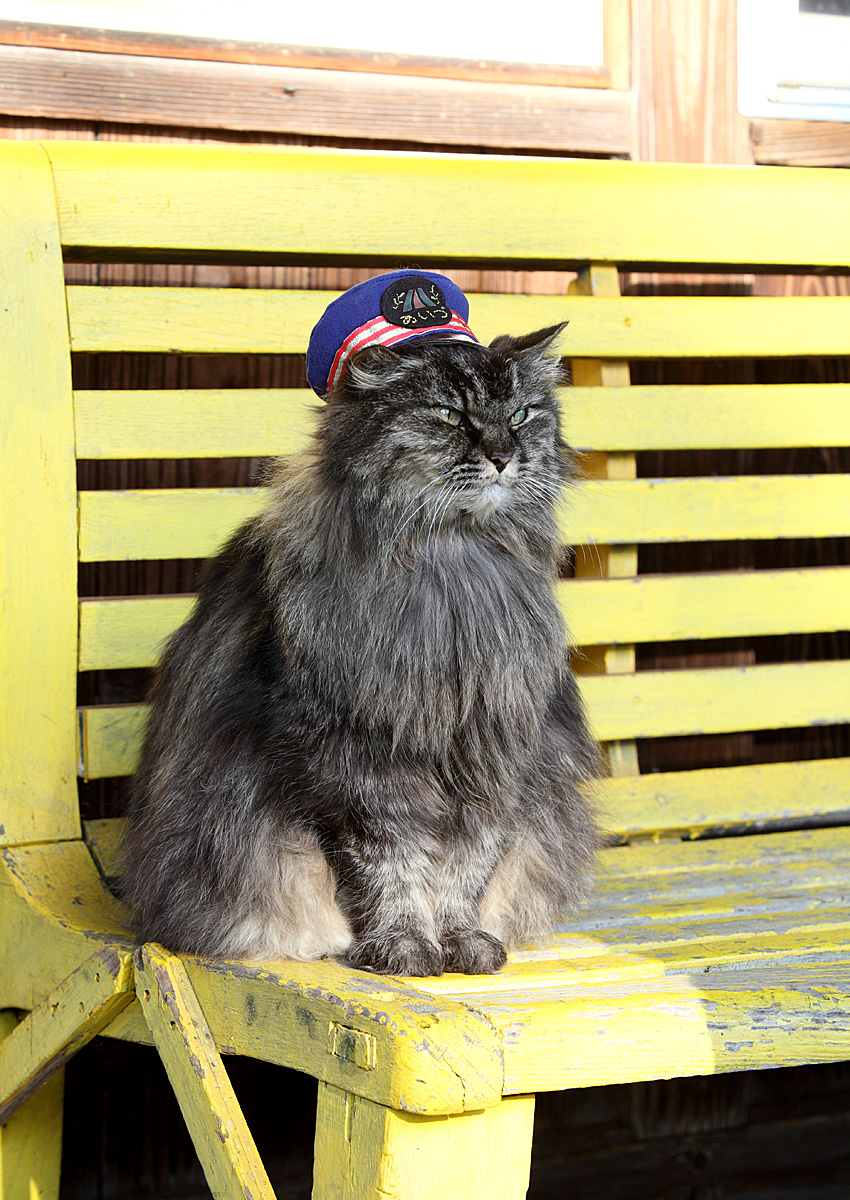
ばす

- ばす (猫) - 2008年4月、同駅を住みかとする飼い猫の「ばす」が「名誉駅長」に任命される。2015年12月まで務めた後、「らぶ」へと引き継ぎ。その後は「初代ご長寿あっぱれ名誉駅長」となった。2016年4月死亡。
- らぶ (猫) - 2014年7月、「駅長見習い」となる。2015年12月「ばす」から「名誉駅長」を引き継ぎ。2022年10月死亡[13]。
- ぴーち (猫) - 2017年10月、「らぶ」の実弟「ぴーち」が施設長に就任。2020年3月、退任。
- さくら (猫) - 「らぶ」、「ぴーち」の妹。2021年4月、「アテンダント」となる。

白石蔵王駅 (東北新幹線)
- ゴロ (キツネ) -  宮城蔵王キツネ村の最寄りである同駅において、キツネ村の休館日である水曜日に間違えてきてしまった観光客のために、「観光駅長」として出迎えを行う[14]。

宮古駅 (三陸鉄道リアス線)
- イボンヌ (ヤギ) - 「しあわせ牧場」で飼育されているヤギ。三陸鉄道において、同牧場のヤギミルクを使用したスイーツ列車を運行することから2021年10月、「駅長」に就任[15]。

#### 関東地方
那珂湊駅 (ひたちなか海浜鉄道湊線)

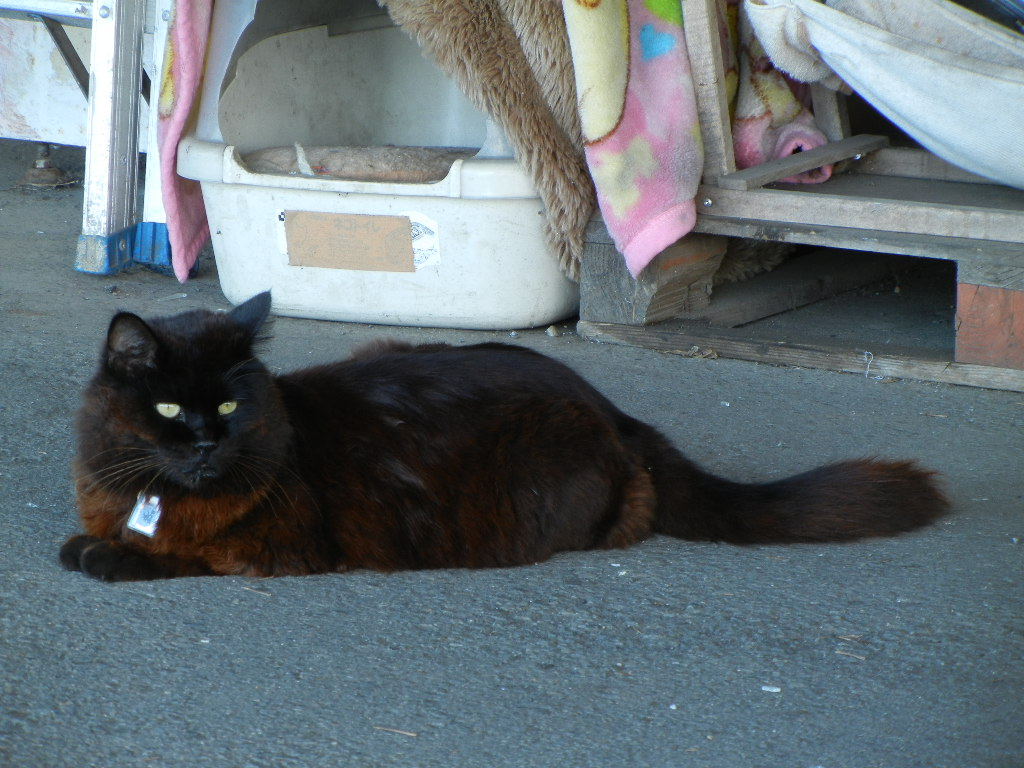
おさむ

- おさむ (猫) - 2009年7月より駅に住み着いた野良猫だった。駅猫として人気となった。2019年6月死亡[16]。
- ミニさむ (猫) - おさむ同様に野良猫だった。2010年ごろから駅猫となる[17]。

飯山満駅 (東葉高速鉄道東葉高速線)
- みーすけ (猫) - 駅開業以来2010年頃まで、自動改札機の上などにいたことから「改札猫」と呼ばれた。

浦和美園駅 (埼玉高速鉄道)
- ラビたま (ウサギ) - 2015年6月から駅長として勤務。埼玉高速鉄道には駅長制度がなかったため初の駅長となった[18]。高齢となったため、2021年12月18日に引退し、以降は社員の自宅で余生を過ごす[19]。

伊豆急行
- 伊豆急行では、これまでに「オモシロ駅長」と題して、プロから一般人や動物まで含めてPRのために「駅長」に任命している。 動物としては伊豆アニマルキングダムのオウム、「アッコちゃん」や下田海中水族館のフンボルトペンギンなどが任命されている[20]。

#### 中部地方
牟礼駅 (しなの鉄道北しなの線)
- ロール (ヤギ) - 2016年8月より「ヤギ駅長」として、駅構内の草を食べる[21][22]。駅の所在する飯綱町では、昔、5軒に1軒がヤギを飼っていたことから起用された[23]。
- クロオ (ヤギ) - 「助役」としてロールと共に働いた。ロール、クロオともに2020年11月で「退職」した。[24]

賢島駅 (近鉄志摩線)
- 志摩ちゃん (ペンギン) - 近隣の志摩マリンランドで飼育されているフンボルトペンギン。2009年11月から2012年6月の任期満了まで「ペンギン駅長」を務めた[25]。

美濃太田駅 (長良川鉄道越美南線)
- 雪之丞 (犬) - 2014年から「駅長犬」を務め、観光列車の出発の合図として前足を上げる姿で人気となった[26]。2021年5月死亡[27]。

愛知高速交通
- オーシャン (犬) - 2013年11月から2017年5月まで「リニモ駅長」を務めた。日本介助犬協会PR犬との兼任。[28]
- コア (犬) - 2017年5月から「リニモ駅長」を務める。日本介助犬協会PR犬との兼任。[29]

#### 近畿地方
貴志駅・伊太祈曽駅 (和歌山電鐵貴志川線)
- たま (猫) - スーパー駅長。死後「名誉永久駅長」。動物駅長の代表例に挙げられている。左記のページ参照。
- ミーコ (猫) - たまの母親。「助役」。2009年7月死亡。その後。「永久助役」に昇進。
- ちび (猫) - 捨て猫であったが、ミーコに育てられる。一度長期間脱走したが戻ってくる。その後駅舎立て替えの頃から行方不明。
- ニタマ (猫) - 2012年から2015年まで伊太祈曽駅「駅長」。たま駅長の死後は貴志駅「駅長」。「たまⅡ世駅長」となる。
- よんたま (猫) - 2017年から伊太祈曽駅の「駅長見習い」、2018年から伊太祈曽駅「駅長」および貴志駅「駅長代行」

北条町駅 (北条鉄道北条線)
- ねひめ/らかん/マキ (サル) - 2010年10月から駅長を務める。2014年頃からは「マキ」も出勤していた。2016年4月から休止し、続報はない。

#### 中国地方
吉ヶ原駅 (旧同和鉱業片上鉄道線)
- コトラ (猫) - 保存鉄道である同線の駅長猫。2002年6月から2012年5月まで駅長。「ホトフ」に譲る形で「嘱託駅員」。2017年11月死去。
- ホトフ (猫) - 2009年生まれ。元は廃線となった下津井電鉄下津井駅駅長。「コトラ」から引き継ぎ、助役から駅長となった。

志和口駅 (芸備線)
- りょうま (猫) - 2010年頃から駅に姿を見せ、地域住民から「ネコ駅長」と可愛がられていた[30]。2019年2月死亡[31]。2022年7月24日に、駅前の空き家を改装して制服、写真などを展示する「りょうま駅長記念館」が開館[32]。2023年には3匹の野良猫から「二代目」を選定している[33]。

#### 四国地方
卯之町駅 (予讃線)
- つばさ (ウサギ) - 2011年が「卯年」であったことから、同年1月のみ「駅長」として就任[34]。

伊予上灘駅 (予讃線)
- リセ/カンナ/トラ (犬/猫/猫) - 伊予灘ものがたりの「お出迎え」を数年間続けていることから、伊予灘ものがたり運行5周年を機に、リセが「犬駅長」、2匹の猫が「"福"駅長」に正式に就任した[35]。

宍喰駅 (阿佐海岸鉄道阿佐東線)
- メダカ駅長 (メダカ) - 2010年8月から12月まで、駅員が飼育していたメダカを駅舎内で、「駅長」として飼っていた。イセエビ駅長と交代し、翌春、川に放された。
- 雌：あさちゃん/雄：てっちゃん (イセエビ) - 2010年12月から、宍喰漁港で水揚げされた地元の特産品のイセエビの雌雄を「駅長室」と書かれた水槽で飼育している。赤い皮を脱皮するさまから「赤字脱却」にあやかろうとしている[36]。初代「てっちゃん」は、脱皮に失敗して死亡、初代「あさちゃん」および2代目のあさちゃん・てっちゃんは海へと放流され、現在は3代目が勤務している[37]。

#### 九州地方
海ノ中道駅 (香椎線)
- 九太郎 (ヤギ) - 近隣の海の中道海浜公園で飼育されているトカラヤギ。就任時の任命書は紙ではなく、食べても大丈夫な特製のパン[38]。2010年から駅長を務める。
- シズ (ヤギ) - 九太郎の双子の妹。2013年から、九太郎不在時に「副駅長」を務める[39]

豊後竹田駅 (豊肥本線)
- ニャー (猫) - 2010年以前から駅に顔を出していた。駅に設置されている観光案内所の「所長」となったのち、JRの許可を得て2018年より「駅長」を務めた[40]。2021年6月、交通事故により死亡[41]。

道ノ尾駅 (長崎本線)
- ネル (猫) - 2015年11月頃から駅に現れた地域猫。駅に小屋を作ってもらいそこで生活しているが、ほぼ野良猫のように自由に生活している[42]。

嘉例川駅 (肥薩線)
- にゃん太郎 (猫) - 2015年11月ごろから駅に住み着き、2016年5月に「嘉例川観光大使」に任命された。2020年7月死亡[43]。
- さんちゃん (猫) - 2021年10月ごろから駅に居着いて、2022年3月13日に2代目「嘉例川観光大使」に任命された[44]。

指宿駅 (指宿枕崎線)
- 小太郎 (カメ) - 2011年3月より、指宿のたまて箱の見送りにケヅメリクガメの小太郎が駅長として不定期で出迎える。通常は長崎鼻パーキングガーデンで暮らしている。[45]

島原駅 (島原鉄道線)

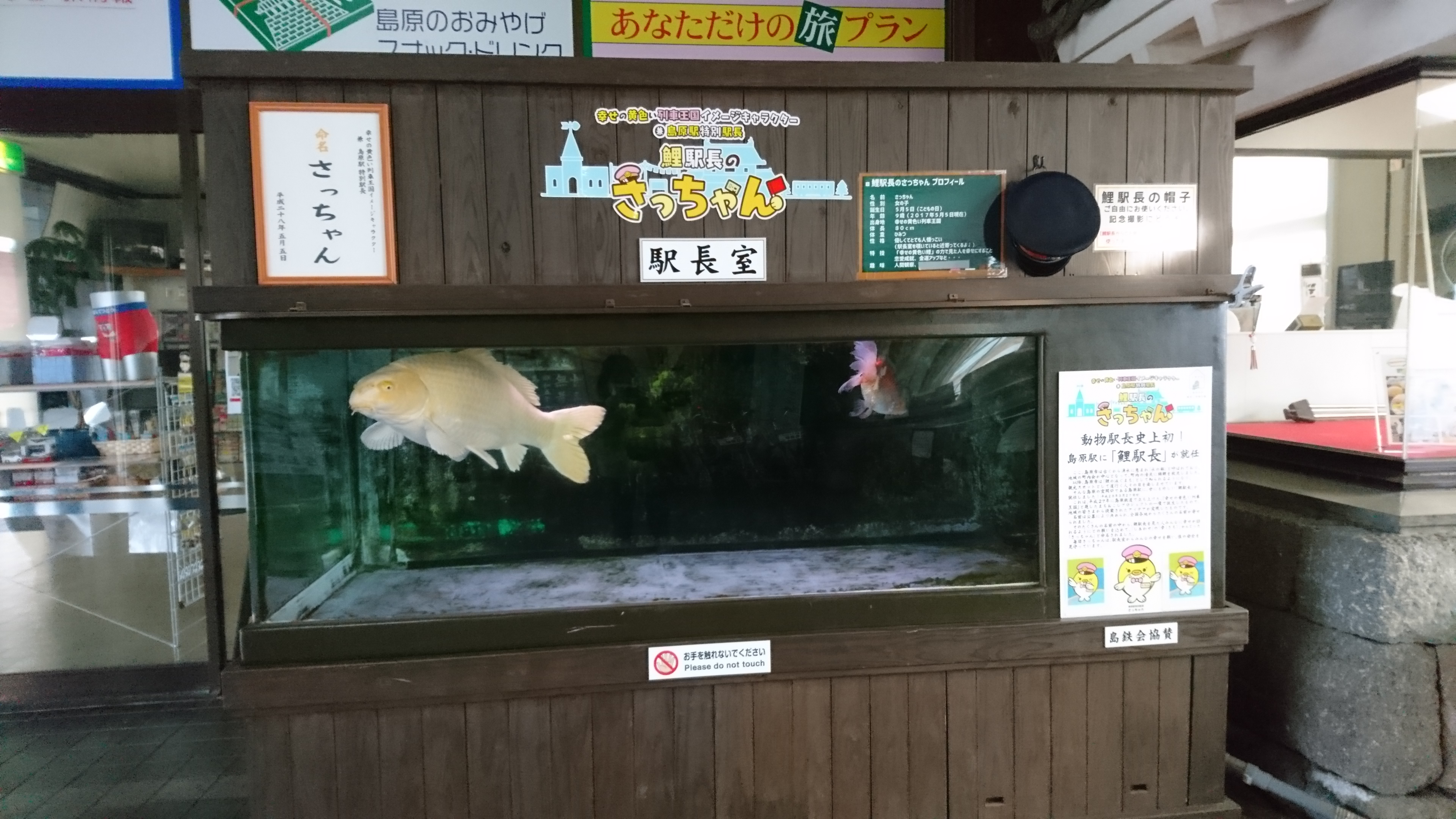
さっちゃん

- さっちゃん (コイ) - 2016年3月、「幸せの黄色い列車王国イメージキャラクター兼島原駅特別駅長」に就任。「駅長室」と書かれた水槽で、金魚の助役、「れんちゃん」、「あいちゃん」と共に過ごしている[46][47]。

別府高原駅 (別府ロープウェイ)
- ニャータ (猫) - 2019年3月頃から周辺で見かけるようになり、「ニャータ駅長室」を職員が作成[48]。

### 台湾
動物園駅 (台北捷運・猫空ロープウェイ)

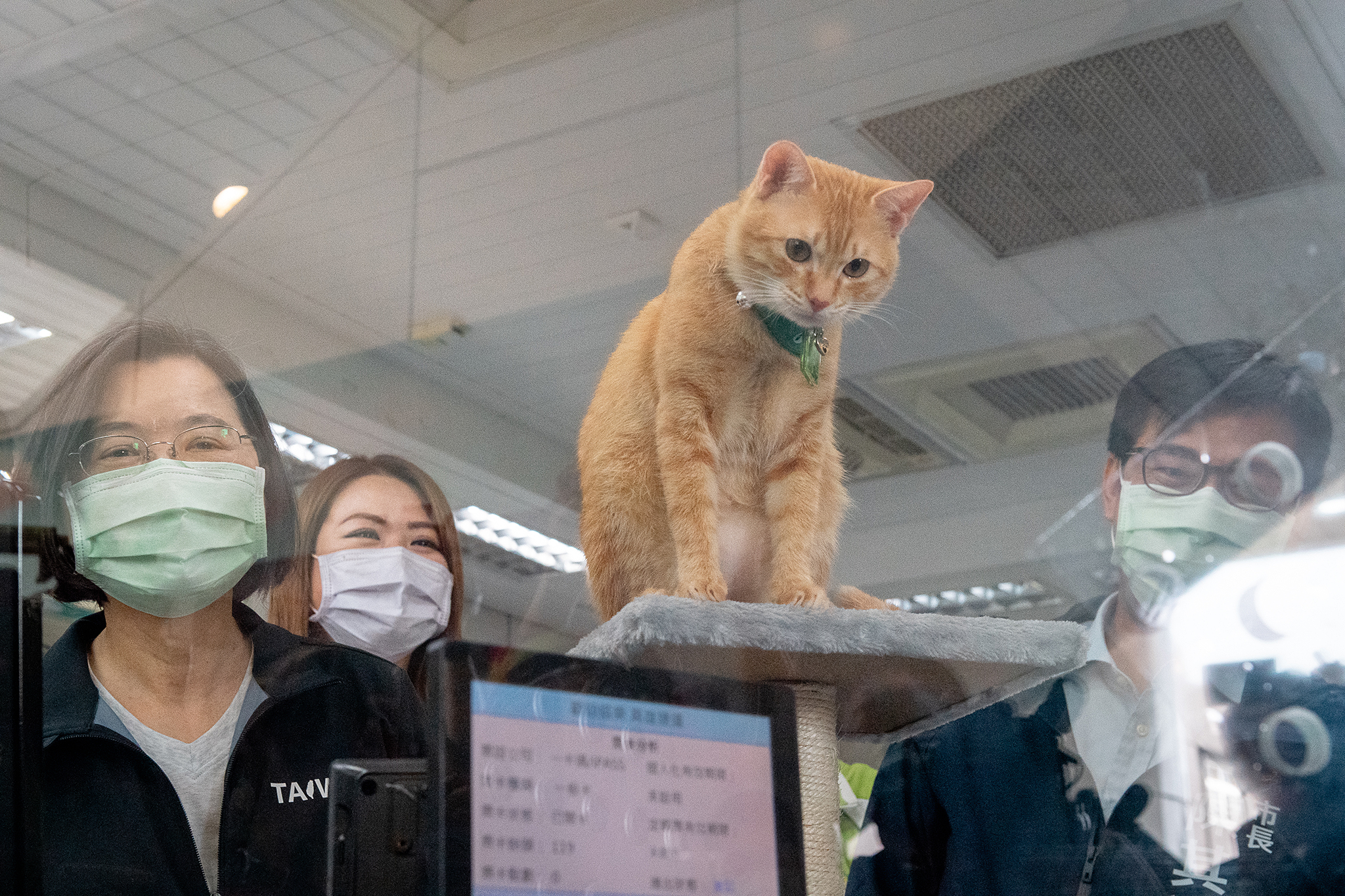
高雄捷運の『蜜柑』。地元市町の陳其邁（右側）や中華民国総統蔡英文（左側）も訪問した。（2021年3月）

- 咪咪（中国語版）（ミーミー、猫）- 野良猫を駅に入れることは出来ない規定であったが、2015年に台風ソウデロア来襲の際、特別に駅に避難させる。2015年10月就任[49]、2016年引退[50]。

橋頭糖廠駅 (高雄捷運・紅線)
- 蜜柑（ミカン、猫）- 2018年に芸術家が駅に猫村花園と石に猫を描いたことから猫駅長有無の問合わせがあり、2020年6月に台南市動物収容所から野良猫を引き取り、9月から勤務[51]。

集集駅 (台湾鉄路管理局・集集線)
- 龍蕉Sun（ロンチャオサン、猫）- 集集駅が2022年1月14日に開業100周年を迎えることから、南投県集集鎮長が動物収容所で保護されていた1匹の猫をもらい受け新しい環境に慣らした後、100周年を記念すべく集集駅の駅長に任命された[52]。名前は地元の名産ドラゴンフルーツ（紅龍果）およびバナナ（香蕉）、同音の龍角散（拼音: Lóng jiǎo sàn）に由来する[52]。

奮起湖駅 (阿里山森林鉄路)
- 圓仔（ユェンズー、猫）- 2019年近所で飼われている母猫が奮起湖駅にやってくるようになったことから人気となった[53]。

### イギリス
イギリスでは首相官邸ネズミ捕獲長のラリーが有名であるが、同様に鉄道駅でもネズミ捕獲長またはお客様担当主任として猫が勤務を行っていることがある。
リヴァプール・サウス・パークウェイ駅
- ポール（Paul、ベンガル猫）- 2019年、リヴァプール・サウス・パークウェイ駅のお客様担当主任（Chief of customer relations）に任命[54]。

スタウアブリッジ・ジャンクション駅
- ジョージ（George、猫）- 2021年、スタウアブリッジ・ジャンクション駅（Stourbridge Junction Station）で3年間ボランティア猫であったがネズミ捕獲長（Chief mouse catcher）となる[55]。